# كليمنت السادس
البابا كليمنت السادس (باللاتينية: Clemens VI) ـ (ولد باسم بيير روجيه عام 1291 وتوفي في 6 ديسمبر 1352) هو بابا الكنيسة الكاثوليكية في الفترة من 7 مايو 1342 إلى وفاته سنة 1352، وهو البابا الرابع من بابوات أفينيون، ويعرف كليمنت السادس بأنه البابا الذي كان على كرسي البابوية في زمن الموت الأسود (1348 ـ 1350)، وبأنه منح الغفران لجميع من ماتوا في ذلك الوباء.

## روابط خارجية
- كليمنت السادس على موقع الموسوعة البريطانية (الإنجليزية)
- كليمنت السادس على موقع إن إن دي بي (الإنجليزية)